# يونيس وايت بيتشر
يونيس وايت بيتشر (بالإنجليزية: Eunice White Beecher)‏ هي كاتِبة أمريكية، ولدت في 26 أغسطس 1812، وتوفيت في 8 مارس 1897.